# Вандаї
Вандаї (перс. وندایی‎‎) — село в Ірані, входить до складу дехестану Північний Барандузчай у Центральному бахші шахрестану Урмія провінції Західний Азербайджан.